# Lijst van landen in 1897
Hieronder volgt een lijst van landen van de wereld in 1897.

## Uitleg
- Alle de facto onafhankelijke staten zonder ruime internationale erkenning zijn weergegeven onder het kopje Niet algemeen erkende landen.
- De in grote mate onafhankelijke Britse dominions zijn weergegeven onder het kopje Dominions van het Britse Rijk.
- De afhankelijke gebieden, dat wil zeggen gebieden die niet worden gezien als een integraal onderdeel van de staat waar ze afhankelijk van zijn, zijn weergegeven onder het kopje Niet-onafhankelijke gebieden. Vazalstaten zijn hierbij inbegrepen.
- Autonome gebieden, bezette gebieden en micronaties zijn niet op deze pagina weergegeven.

## Staatkundige veranderingen in 1897
- 18 februari: Borgoe wordt door het Verenigd Koninkrijk ingenomen. In 1898 wordt het gebied verdeeld door Frankrijk en het Verenigd Koninkrijk.
- 28 februari: het Protectoraat Malagasië wordt de kolonie Madagaskar.
- 5 maart: het Emiraat Ilorin wordt door het Verenigd Koninkrijk geannexeerd.
- 12 maart: einde van de de facto onafhankelijkheid van de Republiek Tagalog.
- 30 april: Franse bezetting van Liptako.
- 9 september: Benin wordt door het Verenigd Koninkrijk geannexeerd (bij het Nigerkust Protectoraat).
- 11 september: het Koninkrijk Kaffa wordt veroverd door het Koninkrijk Jimma.
- 20 september: het Sultanaat Bagirmi wordt door Franse troepen ingenomen en wordt onderdeel van Frans-West-Afrika.
- 12 oktober: het Koninkrijk Groot Joseon wordt vervangen door het Keizerrijk Korea.
- 1 november: de Republiek Biak-na-Bato wordt de facto onafhankelijk van Spaans-Oost-Indië.
- 1 december: de kolonie Zoeloeland wordt bij de kolonie Natal gevoegd.
- 15 december: einde van de de facto onafhankelijkheid van Biak-na-Bato.
- Christmaseiland komt in handen van de Christmas Island Phosphate Company.
- De Maleise koninkrijken/sultanaten Kedah, Perlis en Setul worden in de Siamese provincie (monthon) Syburi geïntegreerd.

## Onafhankelijke landen

### A
| Korte landsnaam (Nederlands) | Officiële landsnaam (Nederlands)          | Korte landsnaam (oorspronkelijke taal/talen) |
| ---------------------------- | ----------------------------------------- | -------------------------------------------- |
| Abuja                        | Emiraat Abuja                             | Hausa: Abuja                                 |
| Agadez                       | Sultanaat Agadez (ook wel: Sultanaat Aïr) | Arabisch: Toeareg:                           |
| Akyem                        | Confederatie van Akyem-staten             | Twi: Akyem                                   |
| Andorra                      | Vorstendom Andorra                        | Catalaans: Andorra                           |
| Angoche                      | Sultanaat Angoche                         | Koti: Angoche                                |
| Argentinië                   | Republiek Argentinië                      | Spaans: Argentina                            |
| Aro                          | Confederatie van de Aro                   | Igbo: Omu Aro                                |

### B
| Korte landsnaam (Nederlands) | Officiële landsnaam (Nederlands)               | Korte landsnaam (oorspronkelijke taal/talen) |
| ---------------------------- | ---------------------------------------------- | -------------------------------------------- |
| België                       | Koninkrijk België                              | Frans: Belgique Nederlands: België           |
| Benin (tot 9 september)      | Koninkrijk Benin (ook wel: Edo)                | Edo: Edo                                     |
| Bhutan                       | Bhutan                                         | Dzongkha: Druk Yul / འབྲུག་ཡུལ་                 |
| Biu                          | Koninkrijk Biu                                 | Bura: Biu                                    |
| Bolivia                      | Republiek Bolivia                              | Spaans: Bolivia                              |
| Borgoe (tot 18 februari)     | Confederatie van Borgoekoninkrijken            | Bariba: Borgu                                |
| Brakna                       | Emiraat Brakna                                 | Arabisch: البراكنة                           |
| Brazilië                     | Republiek van de Verenigde Staten van Brazilië | Portugees: Brasil                            |

### C
| Korte landsnaam (Nederlands) | Officiële landsnaam (Nederlands)     | Korte landsnaam (oorspronkelijke taal/talen)          |
| ---------------------------- | ------------------------------------ | ----------------------------------------------------- |
| Centraal-Amerika             | Grote Republiek van Centraal-Amerika | Spaans: Centroamérica                                 |
| Chili                        | Republiek Chili                      | Spaans: Chile                                         |
| China                        | Keizerrijk van de Grote Qing         | Mandarijn: Zhongguo / 中國 Mantsjoe: Dulimbai Gurun / |
| Chokwe                       | Koninkrijk Chokwe                    | Chokwe:                                               |
| Colombia                     | Republiek Colombia                   | Spaans: Colombia                                      |
| Congo-Vrijstaat              | Onafhankelijke Congostaat            | Frans: Congo                                          |
| Costa Rica                   | Republiek Costa Rica                 | Spaans: Costa Rica                                    |

### D
| Korte landsnaam (Nederlands) | Officiële landsnaam (Nederlands) | Korte landsnaam (oorspronkelijke taal/talen) |
| ---------------------------- | -------------------------------- | -------------------------------------------- |
| Damagaram                    | Sultanaat Damagaram              | Hausa: Damagaram                             |
| Daura                        | Daura                            | Hausa: Daura                                 |
| Dendi                        | Koninkrijk Dendi                 | Songhai: Dendi                               |
| Denemarken                   | Koninkrijk Denemarken            | Deens: Danmark                               |
| Dominicaanse Republiek       | Dominicaanse Republiek           | Spaans: Republica Dominicana                 |
| Dosso                        | Koninkrijk Dosso                 | Zarma: Doso                                  |
| Duitsland                    | Duitse Rijk (Duitse Keizerrijk)  | Duits: Deutschland                           |

### E
| Korte landsnaam (Nederlands)               | Officiële landsnaam (Nederlands)         | Korte landsnaam (oorspronkelijke taal/talen) |
| ------------------------------------------ | ---------------------------------------- | -------------------------------------------- |
| Ecuador                                    | Republiek Ecuador                        | Spaans: Ecuador                              |
| Ekiti                                      | Confederatie van Ekiti-koninkrijken      | Yoruba: Ado Ekiti                            |
| (tot 6 oktober) Ethiopië (vanaf 6 oktober) | Keizerrijk Ethiopië (ook wel: Abessinië) | Amhaars: Ītyop'iya / ኢትዮጵያ                   |

### F
| Korte landsnaam (Nederlands) | Officiële landsnaam (Nederlands) | Korte landsnaam (oorspronkelijke taal/talen) |
| ---------------------------- | -------------------------------- | -------------------------------------------- |
| Fika                         | Emiraat Fika                     | Bole: Pikka                                  |
| Frankrijk                    | Franse Republiek                 | Frans: France                                |

### G
| Korte landsnaam (Nederlands) | Officiële landsnaam (Nederlands)   | Korte landsnaam (oorspronkelijke taal/talen) |
| ---------------------------- | ---------------------------------- | -------------------------------------------- |
| Geledi                       | Sultanaat Geledi                   | Arabisch: غوبرون Somalisch: Geledi           |
| Gobir                        | Gobir (ook wel: Tibiri / Tshibiri) | Hausa: Gobir                                 |
| Griekenland                  | Koninkrijk Griekenland             | Grieks: Hellas / 'Ελλας                      |
| Guatemala                    | Republiek Guatemala                | Spaans: Guatemala                            |
| Gumel                        | Emiraat Gumel                      | Hausa: Gumel                                 |

### H
| Korte landsnaam (Nederlands) | Officiële landsnaam (Nederlands)   | Korte landsnaam (oorspronkelijke taal/talen) |
| ---------------------------- | ---------------------------------- | -------------------------------------------- |
| Habr Yunis                   | Sultanaat Habr Yunis               | Arabisch: هبر يونس Somalisch: Habar Yoonis   |
| Haïti                        | Republiek Haïti                    | Frans: Haïti                                 |
| Hawaï                        | Republiek Hawaï                    | Engels: Hawaii Hawaïaans: Hawaiʻi            |
| Huambo                       | Koninkrijk Huambo (ook wel: Wambu) | Umbundu: Wambu                               |

### I
| Korte landsnaam (Nederlands) | Officiële landsnaam (Nederlands)         | Korte landsnaam (oorspronkelijke taal/talen) |
| ---------------------------- | ---------------------------------------- | -------------------------------------------- |
| Idoani                       | Confederatie van Idoani                  | Yoruba: Idoani                               |
| Igala                        | Koninkrijk Igala                         | Igala: Igala                                 |
| Igara                        | Koninkrijk Igara                         | Hororo:                                      |
| Ijesha                       | Ijesha (ook wel: Ijesa / Ilesha / Ilesa) | Yoruba: Ìjẹ̀ṣà                                |
| Ile-Ife                      | Koninkrijk Ile-Ife                       | Yoruba: Ilé-Ifẹ̀                              |
| Italië                       | Koninkrijk Italië                        | Italiaans: Italia                            |

### J
| Korte landsnaam (Nederlands) | Officiële landsnaam (Nederlands) | Korte landsnaam (oorspronkelijke taal/talen) |
| ---------------------------- | -------------------------------- | -------------------------------------------- |
| Japan                        | Groot Keizerrijk Japan           | Japans: Nihon / 日本                         |
| Joseon (tot 12 oktober)      | Koninkrijk Groot Joseon          | Koreaans: Chosŏn / 대조선국                  |

### K
| Korte landsnaam (Nederlands) | Officiële landsnaam (Nederlands)               | Korte landsnaam (oorspronkelijke taal/talen) |
| ---------------------------- | ---------------------------------------------- | -------------------------------------------- |
| Kaffa (tot 11 september)     | Koninkrijk Kaffa                               | Kaffa: Kaffa                                 |
| Kajara                       | Koninkrijk Kajara                              | Hororo:                                      |
| Kasanje                      | Koninkrijk Kasanje (ook wel: Koninkrijk Jaga)  | Kasanzi                                      |
| Kazembe                      | Koninkrijk Kazembe                             | Bemba: Kazembe                               |
| Kel Ahaggar                  | Kel Ahaggar                                    | Tamahaq: Kel Ahaggar                         |
| Kénédougou                   | Koninkrijk Kénédougou                          | Maninka: Kenedugu                            |
| Kitangonya                   | Sjeikdom Kitangonya                            | Kitangonya                                   |
| Korea (vanaf 12 oktober)     | Groot Keizerrijk Korea                         | Koreaans: Chōsen / 한국                      |
| Kuba                         | Koninkrijk Kuba (ook wel: Koninkrijk Bushongo) | Bushongo: Kuba                               |

### L
| Korte landsnaam (Nederlands) | Officiële landsnaam (Nederlands) | Korte landsnaam (oorspronkelijke taal/talen) |
| ---------------------------- | -------------------------------- | -------------------------------------------- |
| Liberia                      | Republiek Liberia                | Engels: Liberia                              |
| Liechtenstein                | Vorstendom Liechtenstein         | Duits: Liechtenstein                         |
| Luxemburg                    | Groothertogdom Luxemburg         | Duits: Luxemburg Frans: Luxembourg           |

### M
| Korte landsnaam (Nederlands) | Officiële landsnaam (Nederlands)                   | Korte landsnaam (oorspronkelijke taal/talen) |
| ---------------------------- | -------------------------------------------------- | -------------------------------------------- |
| Maradi                       | Maradi                                             | Hausa: Maradi                                |
| Marokko                      | Koninkrijk Marokko                                 | Arabisch: al-Maghrib / المغرب                |
| Massina                      | Massina                                            | Fula: Masina                                 |
| Mbunda                       | Koninkrijk Mbunda                                  | Mbunda:                                      |
| Mexico                       | Verenigde Mexicaanse Staten                        | Spaans: México                               |
| Monaco                       | Vorstendom Monaco                                  | Frans: Monaco                                |
| Montenegro                   | Vorstendom Montenegro                              | Montenegrijns: Crna Gora / Црна Гора         |
| Mutapa                       | Koninkrijk Mutapa (ook wel: Mwenemutapa / Karanga) | Shona: Mutapa                                |

### N
| Korte landsnaam (Nederlands) | Officiële landsnaam (Nederlands) | Korte landsnaam (oorspronkelijke taal/talen) |
| ---------------------------- | -------------------------------- | -------------------------------------------- |
| Nederland                    | Koninkrijk der Nederlanden       | Nederlands: Nederland                        |
| Ningi                        | Ningi                            | Kainji: Ningi                                |
| Niue-Fekai                   | Koninkrijk Niue-Fekai            | Niuees: Niuē-fekai                           |
| Nri                          | Koninkrijk Nri                   | Igbo: Ǹrì                                    |
| Nshenyi                      | Koninkrijk Nshenyi               | Hororo:                                      |

### O
| Korte landsnaam (Nederlands) | Officiële landsnaam (Nederlands)                                                                            | Korte landsnaam (oorspronkelijke taal/talen)              |
| ---------------------------- | --- | --------------------------------------------------------- |
| Obwera                       | Koninkrijk Obwera                                                                                           | Hororo:                                                   |
| Ondo                         | Koninkrijk Ondo                                                                                             | Yoruba: Ondó                                              |
| Onitsha                      | Koninkrijk Onitsha                                                                                          | Igbo: Ọnịcha                                              |
| Oostenrijk-Hongarije         | In de Rijksraad Vertegenwoordigde Koninkrijken en Landen en de Landen van de Heilige Hongaarse Stefanskroon | Duits: Österreich-Ungarn Hongaars: Osztrák-Magyarország   |
| Oranje Vrijstaat             | Oranje Vrijstaat                                                                                            | Nederlands: Oranje Vrijstaat (Afrikaans: Oranje-Vrystaat) |
| Ottomaanse Rijk              | Sublieme Ottomaanse Staat                                                                                   | Osmaans: Devlet-i Âliyye-i Osmaniyye / دولتْ علیّه عثمانیّه  |
| Ouaddaï                      | Sultanaat Ouaddaï (Wadai)                                                                                   | Arabisch: سلطنة وداي                                      |

### P
| Korte landsnaam (Nederlands) | Officiële landsnaam (Nederlands) | Korte landsnaam (oorspronkelijke taal/talen) |
| ---------------------------- | -------------------------------- | -------------------------------------------- |
| Paraguay                     | Republiek Paraguay               | Spaans: Paraguay                             |
| Peru                         | Peruviaanse Republiek            | Spaans: Perú                                 |
| Perzië                       | Sublieme Perzische Staat         | Perzisch: Irân / ایران                       |
| Portugal                     | Koninkrijk Portugal              | Portugees: Portugal                          |
| Potiskum                     | Emiraat Potiskum                 | Ngizim: Potiskum                             |

### R
| Korte landsnaam (Nederlands) | Officiële landsnaam (Nederlands) | Korte landsnaam (oorspronkelijke taal/talen) |
| ---------------------------- | -------------------------------- | -------------------------------------------- |
| Roemenië                     | Koninkrijk Roemenië              | Roemeens: România                            |
| Rujumbura                    | Koninkrijk Rujumbura             | Hororo:                                      |
| Rukiga                       | Koninkrijk Rukiga                | Hororo:                                      |
| Rusland                      | Keizerrijk Rusland               | Russisch: Rossija / Россия                   |

### S
| Korte landsnaam (Nederlands) | Officiële landsnaam (Nederlands) | Korte landsnaam (oorspronkelijke taal/talen)                                                      |
| ---------------------------- | -------------------------------- | ------------------------------------------------------------------------------------------------- |
| San Marino                   | Republiek San Marino             | Italiaans: San Marino                                                                             |
| Sankul                       | Sjeikdom Sankul                  | Sankul                                                                                            |
| Servië                       | Koninkrijk Servië                | Servisch: Srbija / Србија                                                                         |
| Sheka                        | Sheka                            | Sheka                                                                                             |
| Siam                         | Koninkrijk Siam                  | Thai: Mueang Thai / เมืองไทย                                                                       |
| Sokoto                       | Kalifaat Sokoto                  | Arabisch: Daular Khalifar Sakkawato Al Khilafa Al Bilad As-Sudan / الدولة الخلافة في بلاد السودان |
| Spanje                       | Koninkrijk Spanje                | Spaans: España                                                                                    |

### T
| Korte landsnaam (Nederlands) | Officiële landsnaam (Nederlands) | Korte landsnaam (oorspronkelijke taal/talen) |
| ---------------------------- | -------------------------------- | -------------------------------------------- |
| Tagant                       | Emiraat Tagant                   | Arabisch: Tagant / ولاية تكانت               |
| Trarza                       | Emiraat Trarza                   | Arabisch: Trarza / الترارزة                  |
| Tonga                        | Koninkrijk Tonga                 | Tongaans: Tonga                              |
| Transvaal                    | Zuid-Afrikaansche Republiek      | Nederlands: Transvaal                        |

### U
| Korte landsnaam (Nederlands) | Officiële landsnaam (Nederlands) | Korte landsnaam (oorspronkelijke taal/talen) |
| ---------------------------- | -------------------------------- | -------------------------------------------- |
| Uruguay                      | Staat ten oosten van de Uruguay  | Spaans: Uruguay                              |

### V
| Korte landsnaam (Nederlands) | Officiële landsnaam (Nederlands)                    | Korte landsnaam (oorspronkelijke taal/talen) |
| ---------------------------- | --------------------------------------------------- | -------------------------------------------- |
| Venezuela                    | Verenigde Staten van Venezuela                      | Spaans: Venezuela                            |
| Verenigd Koninkrijk          | Verenigd Koninkrijk van Groot-Brittannië en Ierland | Engels: United Kingdom                       |
| Verenigde Staten             | Verenigde Staten van Amerika                        | Engels: United States                        |

### W
| Korte landsnaam (Nederlands) | Officiële landsnaam (Nederlands) | Korte landsnaam (oorspronkelijke taal/talen) |
| ---------------------------- | -------------------------------- | -------------------------------------------- |
| Wassoulou                    | Wassoulou (ook wel: Mandinka)    | Mandinka: Wassoulou                          |
| Wukari                       | Federatie van de Wukari          | Jukun Takum: Wukari                          |

### Z
| Korte landsnaam (Nederlands) | Officiële landsnaam (Nederlands)               | Korte landsnaam (oorspronkelijke taal/talen)               |
| ---------------------------- | ---------------------------------------------- | ---------------------------------------------------------- |
| Zweden-Noorwegen             | Verenigde Koninkrijken van Zweden en Noorwegen | Deens en Noors: Norge og Sverige Zweeds: Sverige och Norge |
| Zwitserland                  | Zwitserse Bondsstaat                           | Duits: Schweiz Frans: Suisse Italiaans: Svizzera           |

## Andere landen

### Dominions van het Britse Rijk
De dominions van het Britse Rijk hadden een grote mate van onafhankelijkheid.
| Korte landsnaam (Nederlands) | Officiële landsnaam (Nederlands) | Korte landsnaam (oorspronkelijke taal/talen) |
| ---------------------------- | -------------------------------- | -------------------------------------------- |
| Canada                       | Dominion Canada                  | Engels en Frans: Canada                      |

### Unie tussen Zweden en Noorwegen
De Unie tussen Zweden en Noorwegen was een personele unie, waarbij de koning van Zweden tevens koning van Noorwegen was. Noorwegen had binnen deze unie een grote mate van autonomie.
| Korte landsnaam (Nederlands) | Officiële landsnaam (Nederlands) | Korte landsnaam (oorspronkelijke taal/talen) |
| ---------------------------- | -------------------------------- | -------------------------------------------- |
| Noorwegen                    | Koninkrijk Noorwegen             | Deens en Noors: Norge                        |
| Zweden                       | Koninkrijk Zweden                | Zweeds: Sverige                              |

### Informele Britse Aden-protectoraten
De Britten hadden in de 19e eeuw informele protectieverdragen gesloten met diverse staten in het zuiden van het Arabisch Schiereiland. Aan het eind van de 19e en begin 20e eeuw zouden er formele protectieverdragen worden gesloten en gingen deze staten op in het Protectoraat Aden. Hieronder zijn de staten vermeld die informele, maar geen formele verdragen met de Britten hadden.
| Korte landsnaam (Nederlands) | Officiële landsnaam (Nederlands)                    | Korte landsnaam (oorspronkelijke taal/talen) |
| ---------------------------- | --------------------------------------------------- | -------------------------------------------- |
| Dhala                        | Emiraat Dhala (ook wel: Dali / Dhali / Amiri)       | Arabisch: aḍ-Ḍāliʿ / الضالع                  |
| Lahej                        | Sultanaat Lahej (ook wel: Sultanaat Abdali / Lahij) | Arabisch: Laḥij / لحج                        |

### Landen binnen de grenzen van het Ottomaanse Rijk
In onderstaande lijst zijn staten opgenomen die lagen in het gebied dat officieel behoorde tot het Ottomaanse Rijk, maar waar het Ottomaanse Rijk geen zeggenschap had (d.w.z. het binnenland van het Arabisch Schiereiland).Unayzah (ook wel: Anizah / Anazah) werd bestuurd door Nadjd en Buraidah werd bestuurd door Hail en zijn niet apart weergegeven.
| Korte landsnaam (Nederlands) | Officiële landsnaam (Nederlands)                                    | Korte landsnaam (oorspronkelijke taal/talen) |
| ---------------------------- | ------------------------------------------------------------------- | -------------------------------------------- |
| Beda                         | Sultanaat Beda                                                      | Arabisch: al-Bayḍā / ٱلْبَيْضَاء                 |
| Hail                         | Emiraat Hail (ook wel: Emiraat Jebel Shammar / Emiraat Al Rashid)   | Arabisch: Ḥā'il / حائل                       |
| Kathiri                      | Kathiristaat Seiyun in Hadramaut (ook wel: Sultanaat Kathiri)       | Arabisch: al-Kathīrī / الكثيري               |
| Mutayr                       | Emiraat Mutayr                                                      | Arabisch: Mutayr / مطير                      |
| Opper-Yafa                   | Staat Opper-Yafa (ook wel: Sultanaat Opper-Yafa)                    | Arabisch: Yāfiʿ al-ʿUlyā / يافع العليا       |
| Qasimiden                    | Imamaat van de Qasimiden (Imamaat Jemen / Imamaat van de Zaidieten) | Arabisch:                                    |

### Balinese koninkrijken
Het Koninkrijk Bali bestond uit diverse zelfstandige koninkrijken, waarbij de koning van Klungkung fungeerde als een primus inter pares. Ubud was een vazal van Gianyar en is niet apart weergegeven.
| Korte landsnaam (Nederlands) | Status               | Korte landsnaam (oorspronkelijke taal/talen) |
| ---------------------------- | -------------------- | -------------------------------------------- |
| Badung                       | Koninkrijk Badung    | Balinees: Badung                             |
| Bangli                       | Koninkrijk Bangli    | Balinees: Bangli                             |
| Gianyar                      | Koninkrijk Gianyar   | Balinees: Gianyar                            |
| Kesiman                      | Koninkrijk Kesiman   | Balinees: Kesiman                            |
| Klungkung                    | Koninkrijk Klungkung | Balinees: Klungkung                          |
| Pamecutan                    | Koninkrijk Pamecutan | Balinees: Pamecutan                          |
| Tabanan                      | Koninkrijk Tabanan   | Balinees: Tabanan                            |

### Niet algemeen erkende landen
In onderstaande lijst zijn landen opgenomen die internationaal niet erkend werden, maar de facto wel onafhankelijk waren en de onafhankelijkheid hadden uitgeroepen.
| Korte landsnaam (Nederlands)                  | Officiële landsnaam (Nederlands)               | Korte landsnaam (oorspronkelijke taal/talen)    |
| --------------------------------------------- | ---------------------------------------------- | ----------------------------------------------- |
| Atjeh                                         | Koninkrijk Atjeh Darussalam (Sultanaat Atjeh)  | Atjehs: Acèh                                    |
| Aussa                                         | Afar Sultanaat Aussa (ook wel: Sultanaat Awsa) | Afar: Awsa Arabisch: سلطنة عفر                  |
| Bailundo                                      | Koninkrijk Bailundo (ook wel: Mbailundu)       | Umbundu: Mbailundu                              |
| Bali                                          | Koninkrijk Bali                                | Balinees: Bali                                  |
| Biak-na-Bato (van 1 november tot 15 december) | Filipijnse Republiek (Republiek Biak-na-Bato)  | Spaans: Biac-na-Bató Tagalog: Biak-na-Bató      |
| Chan Santa Cruz                               | Chan Santa Cruz                                | Yukateeks Maya: Chan Santa Cruz                 |
| Derwisjstaat                                  | Derwisjstaat                                   | Arabisch: دولة الدراويش Somalisch: Daraawiish   |
| Mahdistenstaat                                | Mahdistenstaat                                 | Arabisch: al-Dawla al-Mahdiyah / الدولة المهدية |
| Rijk van Rabah                                | Rijk van Rabah                                 | Arabisch:                                       |
| Tagalog (tot 12 maart)                        | Soevereine Natie Tagalog                       | Tagalog: Katagalugan                            |
| Viye                                          | Koninkrijk Viye (ook wel: Bié / Bihe)          | Umbundu:                                        |

## Niet-onafhankelijke gebieden
Hieronder staat een lijst van afhankelijke gebieden.

### Amerikaans-Brits-Duitse niet-onafhankelijke gebieden
| Korte landsnaam (Nederlands) | Status                              | Korte landsnaam (oorspronkelijke taal/talen) |
| ---------------------------- | ----------------------------------- | -------------------------------------------- |
| Samoa                        | Amerikaans-Brits-Duits protectoraat | Samoa                                        |

### Amerikaanse niet-onafhankelijke gebieden
De hieronder opgenomen gebieden waren unorganized unincorporated territories, wat wil zeggen dat het afhankelijke gebieden waren van de Verenigde Staten zonder zelfbestuur. Arizona, New Mexico, Oklahoma waren als organized incorporated territories een integraal onderdeel van de VS en zijn derhalve niet in onderstaande lijst opgenomen. Alaska was als unorganized incorporated territory eveneens een integraal onderdeel van de VS.
Diverse eilandgebieden werden door de Verenigde Staten geclaimd als unorganized unincorporated territories, maar werden door andere landen bestuurd. De eilandgebieden Nukufetau, Nukulaelae, Funafuti en Niulakita vielen onder het bestuur van het Verenigd Koninkrijk als onderdeel van de Ellice-eilanden. De eilandgebieden Atafu, Bowditch en Nukunonu vielen onder het bestuur van het Verenigd Koninkrijk als onderdeel van de Unie-eilanden. De eilandgebieden Manihiki, Penrhyn, Pukapuka en Rakahanga vielen onder het bestuur van het Verenigd Koninkrijk als onderdeel van de Cookeilanden. De eilandgebieden Caroline, Fanning, Flint, Jarvis, Kersteiland, Malden, Palmyra, Starbuck, Vostok en Washington vielen als de Line-eilanden onder het bestuur van het Verenigd Koninkrijk. De eilandgebieden Baker, Birnie, Canton, Enderbury, Gardner, McKean, Phoenix en Sydney vielen als de Phoenixeilanden ook onder het bestuur van het Verenigd Koninkrijk. De atol Johnston stond onder het bestuur van de Republiek Hawaï.
| Korte landsnaam (Nederlands) | Status                               | Korte landsnaam (oorspronkelijke taal/talen) |
| ---------------------------- | ------------------------------------ | -------------------------------------------- |
| Danger                       | Unorganized unincorporated territory | Engels: Danger Reef                          |
| Howland                      | Unorganized unincorporated territory | Engels: Howland Island                       |
| Marcus                       | Unorganized unincorporated territory | Engels: Marcus Island                        |
| Midway                       | Unorganized unincorporated territory | Engels: Midway Islands                       |
| Navassa                      | Unorganized unincorporated territory | Engels: Navassa Island                       |
| Petreleilanden               | Unorganized unincorporated territory | Engels: Petrel Islands                       |
| Quita Sueño                  | Unorganized unincorporated territory | Engels: Quitasueño Bank                      |
| Roncador                     | Unorganized unincorporated territory | Engels: Roncador Bank                        |
| Serrana                      | Unorganized unincorporated territory | Engels: Serrana Bank                         |
| Serranilla                   | Unorganized unincorporated territory | Engels: Serranilla Bank                      |
| Swains                       | Unorganized unincorporated territory | Engels: Swains Island                        |
| Swaneilanden                 | Unorganized unincorporated territory | Engels: Swan Islands                         |

### Belgisch-Duitse niet-onafhankelijke gebieden
| Korte landsnaam (Nederlands) | Status      | Korte landsnaam (oorspronkelijke taal/talen) |
| ---------------------------- | ----------- | -------------------------------------------- |
| Moresnet                     | Condominium | Moresnet                                     |

### Brits-Franse gebieden
| Korte landsnaam (Nederlands) | Status                                         | Korte landsnaam (oorspronkelijke taal/talen)  |
| ---------------------------- | ---------------------------------------------- | --------------------------------------------- |
| Nieuwe Hebriden              | Bestuurd door een Anglo-Franse marinecommissie | Engels: New Hebrides Frans: Nouvelle-Hébrides |

### Britse niet-onafhankelijke gebieden
In onderstaande lijst zijn onder meer de Britse (kroon)kolonies en protectoraten weergegeven. Jersey, Guernsey en Man hadden als Britse Kroonbezittingen niet de status van kolonie, maar hadden een andere relatie tot het Verenigd Koninkrijk. Afghanistan, Brunei, de Gefedereerde Maleise Staten, Johor en Sarawak stonden als protected states onder Britse protectie, maar waren, in tegenstelling tot daadwerkelijke protectoraten, grotendeels autonoom aangaande interne aangelegenheden. De Britse Salomonseilanden, Fiji, de Gilbert- en Ellice-eilanden, de Unie-eilanden, de Phoenixeilanden en de Cookeilanden werden door één enkele vertegenwoordiger van de Britse Kroon bestuurd onder de naam Britse West-Pacifische Territoria, maar zijn wel apart in de lijst opgenomen. Basutoland en Beetsjoeanaland werden door een vertegenwoordiger (de gouverneur-generaal van Zuid-Afrika) bestuurd onder de naam High Commission Territories, maar zijn ook apart in de lijst opgenomen. Brits-Indië is de term die refereert aan het Britse gezag op het Indische subcontinent. Het bestond uit gebieden die onder direct gezag vielen van de Britse Kroon (het eigenlijke Brits-Indië) en vele semi-onafhankelijke vorstenlanden (princely states) die door hun eigen lokale heersers werden bestuurd, maar onderhorig waren aan de Britse kolonisator. Deze vorstenlanden staan niet in onderstaande lijst vermeld, maar zijn weergegeven op de pagina vorstenlanden van Brits-Indië. Brits-Birma, de Britse Somalikust, het Protectoraat Aden en de stad Aden vielen ook onder Brits-Indië en staan derhalve niet apart in onderstaande lijst vermeld. Bahrein, Muscat en Oman en de Verdragsstaten stonden onder Britse protectie en vielen als zodanig onder de Persian Gulf Residency in Bushehr dat deel uitmaakte van Brits-Indië. Deze landen hadden echter een grote mate van autonomie en zijn derhalve wel apart opgenomen. Noord-Borneo (dat officieel viel onder de suzereiniteit van het Sultanaat Sulu) en Brits Cyprus (dat officieel bij het Ottomaanse Rijk hoorde) stonden ook onder Britse protectie zijn ook in onderstaande lijst opgenomen. De kolonie Seychellen werd bestuurd vanuit Mauritius en is niet apart weergegeven.
| Korte landsnaam (Nederlands)                            | Status | Korte landsnaam (oorspronkelijke taal/talen)                                                                  |
| ------------------------------------------------------- | --- | --- |
| Abeokuta                                                | Protectoraat: Egba United Government                                                                                        | Engels: Egba United Government                                                                                |
| Afghanistan                                             | Protected state: Emiraat Afghanistan                                                                                        | Dari en Pasjtoe: Afghānestān / افغانستان Engels: Afghanistan                                                  |
| Ascension                                               | Overzees bezit | Engels: Ascension Island                                                                                      |
| Ashmorerif                                              | Overzees bezit | Engels: Ashmore Reef                                                                                          |
| Bahama-eilanden                                         | Kroonkolonie | Engels: The Bahamas                                                                                           |
| Bahrein                                                 | Protected state | Arabisch: al-Bahrayn / البحرين Engels: Bahrain                                                                |
| Baker                                                   | Overzees bezit | Engels: Baker Island                                                                                          |
| Barbados                                                | Kroonkolonie | Engels: Barbados                                                                                              |
| Basutoland                                              | Kolonie | Engels: Basutoland                                                                                            |
| Beetsjoeanaland                                         | Protectoraat | Engels: Bechuanaland                                                                                          |
| Bermuda                                                 | Kroonkolonie | Engels: Bermuda                                                                                               |
| Brits Centraal-Afrika                                   | Protectoraat bestuurd door de British South Africa Company                                                                  | Engels: British Central Africa Protectorate                                                                   |
| Brits-Ceylon                                            | Kroonkolonie | Engels: Ceylon                                                                                                |
| Britse Benedenwindse Eilanden                           | Kroonkolonie | Engels: British Leeward Islands                                                                               |
| Britse Bovenwindse Eilanden                             | Kroonkolonie | Engels: British Windward Islands                                                                              |
| Britse Goudkust                                         | Kroonkolonie | Engels: Gold Coast                                                                                            |
| Britse Salomonseilanden                                 | Protectoraat | Engels: British Solomon Islands                                                                               |
| Brits-Guiana                                            | Kroonkolonie | Engels: British Guiana                                                                                        |
| Brits-Honduras                                          | Kroonkolonie | Engels: British Honduras                                                                                      |
| Brits-Indië                                             | Kroonkolonie | Engels: British Raj / Indian Empire / India                                                                   |
| Brits-Nieuw-Guinea                                      | Kroonkolonie | Engels: British New Guinea                                                                                    |
| Brits-Oost-Afrika                                       | Protectoraat | Engels: British East Africa                                                                                   |
| Brunei                                                  | Protected state: Staat Brunei Darussalam                                                                                    | Engels en Maleis: Brunei                                                                                      |
| Christmaseiland                                         | Beheerd door de familie Clunies-Ross (tot 4 februari) Eigendom van de Christmas Island Phosphate Company (vanaf 4 februari) | Engels: Christmas Island                                                                                      |
| Cookeilanden                                            | Protectoraat: Federatie van de Cookeilanden                                                                                 | Cookeilandmaori: Kūki 'Āirani Engels: Cook Islands                                                            |
| Cyprus                                                  | Protectoraat onder Ottomaanse suzereiniteit                                                                                 | Engels: Cyprus                                                                                                |
| Falklandeilanden                                        | Kroonkolonie | Engels: Falkland Islands                                                                                      |
| Fiji                                                    | Kolonie | Engels: Fiji                                                                                                  |
| Gambia                                                  | Kroonkolonie | Engels: The Gambia                                                                                            |
| Gefedereerde Maleise Staten                             | Protected state | Engels: Federated Malay States Maleis: Negeri-negeri Melayu Bersekutu / نڬري٢ ملايو برسكوتو                   |
| Gibraltar                                               | Kroonkolonie | Engels: Gibraltar                                                                                             |
| Gilbert- en Ellice-eilanden                             | Kroonkolonie | Engels: Gilbert and Ellice Islands                                                                            |
| Grahamland                                              | Overzees bezit | Engels: Graham Land                                                                                           |
| Guernsey                                                | Brits Kroonbezit | Engels: Guernsey Frans: Guernesey                                                                             |
| Hongkong                                                | Kroonkolonie | Engels: Hong Kong Kantonees: Hong Kong / 香港                                                                 |
| Jamaica                                                 | Kroonkolonie | Engels: Jamaica                                                                                               |
| Jersey                                                  | Brits Kroonbezit | Engels en Frans: Jersey                                                                                       |
| Johor                                                   | Protected state | Engels: Johor Maleis: Johor / جوهور                                                                           |
| Kaapkolonie                                             | Kroonkolonie: Kaap de Goede Hoop                                                                                            | Engels: Cape Colony Nederlands: Kaapkolonie                                                                   |
| Lagos                                                   | Kroonkolonie | Engels: Lagos                                                                                                 |
| Line-eilanden                                           | Overzees bezit | Engels: Line Islands                                                                                          |
| Maldivische Eilanden                                    | Protectoraat: Sultanaat van de Maldivische Eilanden                                                                         | Engels: Maldive Islands                                                                                       |
| Malta                                                   | Kroonkolonie | Engels: Malta                                                                                                 |
| Man                                                     | Brits Kroonbezit | Engels: Isle of Man Manx-Gaelisch: Ellan Vannin                                                               |
| Mashonaland                                             | Eigendom van de British South Africa Company                                                                                | Engels: Mashonaland                                                                                           |
| Matabeleland                                            | Eigendom van de British South Africa Company                                                                                | Engels: Matabeleland                                                                                          |
| Mauritius                                               | Kroonkolonie | Engels: Mauritius                                                                                             |
| Niger                                                   | Eigendom van de Royal Niger Company                                                                                         | Engels: Niger                                                                                                 |
| Nigerkust Protectoraat                                  | Protectoraat | Engels: Niger Coast Protectorate                                                                              |
| Muscat en Oman                                          | Protected state: Sultanaat Muscat en Oman                                                                                   | Arabisch: Umān / عُمان Engels: Oman                                                                            |
| Natal                                                   | Kroonkolonie | Engels en Nederlands: Natal                                                                                   |
| Nepal                                                   | Protectoraat: Koninkrijk Nepal                                                                                              | Engels: Nepal Nepalees: Nepal / नेपाल                                                                           |
| Newfoundland                                            | Kroonkolonie | Engels: Newfoundland                                                                                          |
| Nieuw-Zeeland                                           | Kroonkolonie | Engels: New Zealand                                                                                           |
| New South Wales                                         | Kroonkolonie | Engels: New South Wales                                                                                       |
| Noord-Borneo                                            | Protected state, formeel onder de suzereiniteit van het Sultanaat Sulu                                                      | Engels: North Borneo Maleis: Borneo Utara                                                                     |
| Oeganda                                                 | Protectoraat | Engels: Uganda                                                                                                |
| Phoenixeilanden                                         | Overzees bezit | Engels: Phoenix Islands                                                                                       |
| Pitcairneilanden                                        | Kroonkolonie | Pitcairn Islands                                                                                              |
| Prins Edwardeilanden                                    | Overzees bezit | Engels: Prince Edward Islands                                                                                 |
| Queensland                                              | Kroonkolonie | Engels: Queensland                                                                                            |
| Rhodesië                                                | Eigendom van de British South Africa Company                                                                                | Engels: Rhodesia                                                                                              |
| Sarawak                                                 | Protected state: Koninkrijk Sarawak                                                                                         | Engels: Sarawak Maleis: Sarawak / سراوق                                                                       |
| Sierra Leone                                            | Kroonkolonie en protectoraat                                                                                                | Engels: Sierra Leone                                                                                          |
| Sint-Helena                                             | Kroonkolonie | Engels: Saint Helena                                                                                          |
| Straits Settlements                                     | Protectoraat | Chinees: Hǎixiá zhímíndì / 海峡殖民地 Engels: Straits Settlements Maleis: Negeri-Negeri Selat / نڬري-نڬري سلت |
| Tasmanië                                                | Kroonkolonie | Engels: Tasmania                                                                                              |
| Trinidad en Tobago                                      | Kroonkolonie | Engels: Trinidad and Tobago                                                                                   |
| Tristan da Cunha                                        | Overzees bezit | Engels: Tristan da Cunha                                                                                      |
| Unie-eilanden                                           | Protectoraat | Engels: Union Islands                                                                                         |
| Verdragsstaten                                          | Protected states | Arabisch: ولايات الساحل المتصالح Engels: Trucial States                                                       |
| Victoria                                                | Kroonkolonie | Engels: Victoria                                                                                              |
| Victorialand                                            | Overzees bezit | Engels: Victoria Land                                                                                         |
| West-Australië                                          | Kroonkolonie | Engels: Western Australia                                                                                     |
| Witu-Protectoraat                                       | Protectoraat | Engels: Witu Protectorate                                                                                     |
| Zanzibar                                                | Protectoraat: Sultanaat Zanzibar                                                                                            | Arabisch: Zanjibār / زنجبار Engels: Zanzibar                                                                  |
| Zoeloeland (ook wel: Zoeloekoninkrijk) (tot 1 december) | Kroonkolonie | Engels: Zululand Zoeloe: Wene wa Zulu                                                                         |
| Zuid-Australië                                          | Kroonkolonie | Engels: South Australia                                                                                       |
| Zuidelijke Orkneyeilanden                               | Overzees bezit | Engels: South Orkney Islands                                                                                  |
| Zuidelijke Shetlandeilanden                             | Overzees bezit | Engels: South Shetland Islands                                                                                |
| Zuid-Georgia en de Zuidelijke Sandwicheilanden          | Overzees bezit | Engels: South Georgia and the South Sandwich Islands                                                          |

### Chinese niet-onafhankelijke gebieden
| Korte landsnaam (Nederlands) | Status     | Korte landsnaam (oorspronkelijke taal/talen) |
| ---------------------------- | ---------- | -------------------------------------------- |
| Tibet                        | Vazalstaat | Tibetaans: Bod / བོད་                         |

### Niet-onafhankelijke gebieden van de Congo-Vrijstaat
| Korte landsnaam (Nederlands) | Status                               | Korte landsnaam (oorspronkelijke taal/talen) |
| ---------------------------- | ------------------------------------ | -------------------------------------------- |
| Katanga                      | Beheerd door de Compagnie du Katanga | Katanga                                      |
| Rafai                        | Protectoraat: Sultanaat Rafai        | Rafai                                        |
| Zemio                        | Protectoraat: Sultanaat Zemio        | Zemio                                        |

### Deense niet-onafhankelijke gebieden
| Korte landsnaam (Nederlands) | Status             | Korte landsnaam (oorspronkelijke taal/talen) |
| ---------------------------- | ------------------ | -------------------------------------------- |
| Deens-West-Indië             | Kolonie            | Dansk Vestindien                             |
| Groenland                    | Kolonie            | Grønland                                     |
| IJsland                      | Afhankelijk gebied | Ísland                                       |

### Duitse niet-onafhankelijke gebieden
| Korte landsnaam (Nederlands) | Status                                 | Korte landsnaam (oorspronkelijke taal/talen) |
| ---------------------------- | -------------------------------------- | -------------------------------------------- |
| Duits-Nieuw-Guinea           | Kolonie                                | Deutsch-Neuguinea                            |
| Duits-Oost-Afrika            | Kolonie                                | Deutsch-Ostafrika                            |
| Duits-Zuidwest-Afrika        | Kolonie                                | Deutsch-Südwestafrika                        |
| Jaluit                       | Protectoraat                           | Jaluit                                       |
| Kameroen                     | Kolonie                                | Kamerun                                      |
| Rehoboth                     | Protectoraat: Vrije Republiek Rehoboth | Nederlands: Rehoboth                         |
| Togoland                     | Protectoraat                           | Togo                                         |

### Ethiopische niet-onafhankelijke gebieden
| Korte landsnaam (Nederlands) | Status                       | Korte landsnaam (oorspronkelijke taal/talen) |
| ---------------------------- | ---------------------------- | -------------------------------------------- |
| Jimma                        | Vazalstaat: Koninkrijk Jimma | Afaan Oromo: Jimmaa                          |

### Franse niet-onafhankelijke gebieden
| Korte landsnaam (Nederlands)                                  | Status                            | Korte landsnaam (oorspronkelijke taal/talen) |
| ------------------------------------------------------------- | --------------------------------- | -------------------------------------------- |
| Adélieland                                                    | Overzees bezit                    | Terre Adélie                                 |
| Antakarana (tot 28 februari)                                  | Protectoraat                      | Antakarana                                   |
| Comoren                                                       | Protectoraat                      | Comores                                      |
| Crozeteilanden                                                | Overzees bezit                    | Îles Crozet                                  |
| Dahomey                                                       | Kolonie                           | Frans: Dahomey                               |
| Frans-Congo                                                   | Kolonie                           | Frans: Congo                                 |
| Frans-Guyana                                                  | Kolonie                           | Guyane                                       |
| Frans-Indië                                                   | Kolonie                           | Établissements français de l'Inde            |
| Frans-Indochina                                               | Federaal protectoraat             | Indochine française                          |
| Frans-Oceanië                                                 | Kolonie                           | Établissements de l'Océanie                  |
| Frans-Somaliland                                              | Kolonie                           | Côte française des Somalis                   |
| Frans-West-Afrika                                             | Kolonie                           | Afrique occidentale française                |
| Guadeloupe                                                    | Kolonie                           | Guadeloupe                                   |
| Kerguelen                                                     | Overzees bezit                    | Îles Kerguelen                               |
| Madagaskar (vanaf 28 februari)                                | Kolonie                           | Madagascar                                   |
| Malagasië (tot 28 februari)                                   | Protectoraat                      | Frans: Malagasy                              |
| Martinique                                                    | Kolonie                           | Martinique                                   |
| Nieuw-Caledonië                                               | Kolonie                           | Nouvelle-Calédonie                           |
| Opper-Oubangui                                                | Kolonie                           | Haut-Oubangui                                |
| Raiatea (de jure tot 16 maart 1888, de facto tot 16 feb 1897) | Protectoraat: Koninkrijk Raiatea  | Ra'iatea Raiatea                             |
| Réunion                                                       | Kolonie                           | Réunion                                      |
| Rimatara                                                      | Protectoraat: Koninkrijk Rimatara | Rimatara                                     |
| Rurutu                                                        | Protectoraat: Koninkrijk Rurutu   | Rurutu                                       |
| Saint-Paul en Amsterdam                                       | Overzees bezit                    | Frans: Saint-Paul-et-Amsterdam               |
| Saint-Pierre en Miquelon                                      | Kolonie                           | Saint-Pierre-et-Miquelon                     |
| Tunesië                                                       | Protectoraat                      | Tunisie                                      |

### Italiaanse niet-onafhankelijke gebieden
| Korte landsnaam (Nederlands) | Status       | Korte landsnaam (oorspronkelijke taal/talen) |
| ---------------------------- | ------------ | -------------------------------------------- |
| Italiaans-Eritrea            | Kolonie      | Italiaans: Eritrea                           |
| Italiaans-Somaliland         | Protectoraat | Italiaans: Somalia                           |

### Japanse niet-onafhankelijke gebieden
| Korte landsnaam (Nederlands) | Status             | Korte landsnaam (oorspronkelijke taal/talen) |
| ---------------------------- | ------------------ | -------------------------------------------- |
| Taiwan                       | Afhankelijk gebied | Chinees: Táiwān / 臺灣 Japans: Taiwan / 台湾 |

### Nederlandse niet-onafhankelijke gebieden
| Korte landsnaam (Nederlands) | Status  | Korte landsnaam (oorspronkelijke taal/talen) |
| ---------------------------- | ------- | -------------------------------------------- |
| Curaçao                      | Kolonie | Curaçao en Onderhorigheden                   |
| Nederlands-Indië             | Kolonie | Nederlands-Indië                             |
| Suriname                     | Kolonie | Nederlands: Suriname                         |

### Ottomaanse niet-onafhankelijke gebieden
Cyprus hoorde officieel bij het Ottomaanse Rijk, maar stond onder Britse protectie en is niet hieronder weergegeven, maar vermeld onder het kopje Britse niet-onafhankelijke gebieden. Qatar was officieel een onderdeel van het Ottomaanse Rijk, maar bezat een grote mate van onafhankelijkheid. De Kretenzische Staat was vanaf 9 december een autonome staat onder internationale protectie. Het Vorstendom Samos had ook een autonome status. Het Vorstendom Bulgarije was de jure een vazalstaat van het Ottomaanse Rijk, maar was de facto onafhankelijk. Oost-Roemelië was de jure ook een vazalstaat, maar was de facto een onderdeel van Bulgarije, waarmee het een personele unie vormde.
| Korte landsnaam (Nederlands) | Status                                     | Korte landsnaam (oorspronkelijke taal/talen)                                                                                       |
| ---------------------------- | ------------------------------------------ | --- |
| Bulgarije                    | Vazalstaat: Vorstendom Bulgarije           | Bulgaars: Balgariya / България |
| Koeweit                      | Sjeikdom Koeweit                           | Arabisch: al-Kuwayt / الكويت |
| Najran                       | Vorstendom Najran                          | Arabisch: Najran / نجران |
| Oost-Roemelië                | Vazalstaat in personele unie met Bulgarije | Bulgaars: Iztochna Rumeliya / Източна Румелия Grieks: Anatoliki Romylia / Ανατολική Ρωμυλία Osmaans: Rumeli-i Şarkî / روم الى شرقى |
| Qatar                        | Autonoom onderdeel van het Ottomaanse Rijk | Arabisch: Qatar / قطر Osmaans: |
| Samos                        | Autonoom gebied: Vorstendom Samos          | Grieks: Sámos / Σάμος Osmaans: Sisam Beyliği                                                                                       |

### Niet-onafhankelijke gebieden van Ouaddaï
| Korte landsnaam (Nederlands) | Status                                                      | Korte landsnaam (oorspronkelijke taal/talen) |
| ---------------------------- | ----------------------------------------------------------- | -------------------------------------------- |
| Bagirmi (tot 20 september)   | Vazalstaat: Sultanaat Bagirmi (ook wel: Koninkrijk Bagirmi) | Bagirmi: Bagirmi                             |

### Portugese niet-onafhankelijke gebieden
| Korte landsnaam (Nederlands) | Status  | Korte landsnaam (oorspronkelijke taal/talen) |
| ---------------------------- | ------- | -------------------------------------------- |
| Kaapverdië                   | Kolonie | Portugees: Cabo Verde                        |
| Macau                        | Kolonie | Macau                                        |
| Portugees-Guinea             | Kolonie | Guiné Portuguesa                             |
| Portugees-Indië              | Kolonie | Estado da Índia                              |
| Portugees-Oost-Afrika        | Kolonie | África Oriental Portuguesa                   |
| Portugees-Timor              | Kolonie | Timor Português                              |
| Portugees-West-Afrika        | Kolonie | África Ocidental Portuguesa                  |
| Sao Tomé en Principe         | Kolonie | São Tomé e Príncipe                          |

### Russische niet-onafhankelijke gebieden
Åland maakte eigenlijk deel uit van Finland, dat weer in personele unie met Rusland was verbonden, maar Åland had sinds de Vrede van Parijs (1856) een internationaal erkende speciale status.
| Korte landsnaam (Nederlands) | Status                                                           | Korte landsnaam (oorspronkelijke taal/talen)                 |
| ---------------------------- | ---------------------------------------------------------------- | ------------------------------------------------------------ |
| Åland                        | Gebied met speciale status                                       | Zweeds: Åland                                                |
| Boechara                     | Protectoraat: Emiraat Boechara (ook wel: Bukhara / Buchara)      | Oezbeeks: Buxoro / Бухоро Russisch: Бухара́ Tadzjieks: Бухоро |
| Finland                      | Grootvorstendom Finland, in personele unie met Rusland verbonden | Fins: Suomi Russisch: Финляндия Zweeds: Finland              |
| Xiva                         | Protectoraat: Kanaat Xiva                                        | Oezbeeks en Russisch: Chiva / Хива Perzisch: Chiveh / خیوه   |

### Siamese niet-onafhankelijke gebieden
Patani was een confederatie bestaande uit 7 semi-autonome koninkrijken: Patani, Reman, Nongchik, Teluban (Saiburi), Legeh, Yaring (Jambu) en Yala (Jala). Deze koninkrijken zijn ook niet apart weergegeven.
| Korte landsnaam (Nederlands) | Status                                       | Korte landsnaam (oorspronkelijke taal/talen) |
| ---------------------------- | -------------------------------------------- | -------------------------------------------- |
| Champasak                    | Vazalstaat: Koninkrijk Champasak             | Laotiaans: Champasak / ຈຳປາສັກ Siamees:       |
| Kedah (tot 1897)             | Vazalstaat: Sultanaat Kedah Darul Aman       | Maleis: Kedah / قدح Siamees: Syburi / ไทรบุรี  |
| Patani                       | Vazalstaat: Koninkrijk Patani Darussalam     | Maleis: Patani Siamees: Pattani / ปัตตานี      |
| Perlis (tot 1897)            | Vazalstaat: Sultanaat Perlis Indera Kayangan | Maleis: Perlis Siamees: Palit / ปะลิส         |
| Setul (tot 1897)             | Vazalstaat: Koninkrijk Setul Mambang Segara  | Maleis: Setul Siamees: Satun / สตูล           |

### Niet-onafhankelijke gebieden van Sokoto
| Korte landsnaam (Nederlands) | Status                                               | Korte landsnaam (oorspronkelijke taal/talen)            |
| ---------------------------- | ---------------------------------------------------- | ------------------------------------------------------- |
| Adamawa                      | Vazalstaat: Emiraat Adamawa                          | Fula: Lamorde Adamaawa / 𞤤𞤢𞤥𞤮𞤪𞤣𞤫 𞤢𞤣𞤢𞤥𞤢𞥄𞤱𞤢 Hausa: Adamawa |
| Agaie                        | Vazalstaat: Emiraat Agaie                            | Fula: Agaie                                             |
| Bauchi                       | Vazalstaat: Emiraat Bauchi                           | Fula: Bauchi                                            |
| Daura                        | Vazalstaat: Emiraat Daura                            | Hausa: Daura                                            |
| Dutse                        | Vazalstaat: Emiraat Dutse                            | Fula: Dutse                                             |
| Gobir                        | Vazalstaat: Emiraat Gobir                            | Hausa: Gobir                                            |
| Gombe                        | Vazalstaat: Emiraat Gombe                            | Fula: Gombe                                             |
| Gwandu                       | Vazalstaat: Emiraat Gwandu                           | Hausa: Gwandu                                           |
| Hadejia                      | Vazalstaat: Emiraat Hadejia                          | Hausa: Haɗejiya                                         |
| Ilorin (tot 5 maart)         | Vazalstaat: Emiraat Ilorin                           | Yoruba: Ilorin                                          |
| Jama'are                     | Vazalstaat: Emiraat Jama'are                         | Fula: Jama'are                                          |
| Jema'a                       | Vazalstaat: Emiraat Jema'an Darroro                  | Jema'a                                                  |
| Kano                         | Vazalstaat: Emiraat Kano                             | Hausa: Kano                                             |
| Katagum                      | Vazalstaat: Emiraat Katagum                          | Fula: Katagum                                           |
| Katsina                      | Vazalstaat: Emiraat Katsina                          | Hausa: Katsina                                          |
| Kazaure                      | Vazalstaat: Emiraat Kazaure                          | Fula: Kazaure                                           |
| Kebbi                        | Vazalstaat: Emiraat Kebbi (ook wel: Emiraat Argungu) | Hausa: Kebbi                                            |
| Keffi                        | Vazalstaat: Emiraat Keffi                            | Fula: Keffi                                             |
| Kontagora                    | Vazalstaat: Emiraat Kontagora                        | Fula: Kontagora                                         |
| Lafia                        | Vazalstaat: Lafia Beri-Beri                          | Kanuri: Lafia                                           |
| Lafiagi                      | Vazalstaat: Emiraat Lafiagi                          | Fula: Lafiagi                                           |
| Lapai                        | Vazalstaat: Emiraat Lapai                            | Fula: Lapai                                             |
| Liptako (tot 30 april)       | Vazalstaat: Emiraat Liptako                          | Fula: Liptako                                           |
| Mandara                      | Vazalstaat: Sultanaat Mandara (ook wel: Wandala)     | Wandala: Mandara                                        |
| Misau                        | Vazalstaat: Emiraat Misau                            | Hausa: Misau                                            |
| Muri                         | Vazalstaat: Emiraat Muri                             | Fula: Muri / 𞤥𞤵𞥅𞤪𞤭                                       |
| Nassarawa                    | Vazalstaat: Emiraat Nassarawa                        | Hausa: Nasarawa                                         |
| Nupe                         | Vazalstaat: Emiraat Nupe (ook wel: Emiraat Bida)     | Nupe:                                                   |
| Yauri                        | Vazalstaat: Emiraat Yauri (ook wel: Emiraat Yawuri)  | Hausa: Yauri                                            |
| Zamfara                      | Vazalstaat: Koninkrijk Zamfara                       | Hausa: Zamfara                                          |
| Zaria                        | Vazalstaat: Emiraat Zaria                            | Hausa: Zaria                                            |

### Spaanse niet-onafhankelijke gebieden
| Korte landsnaam (Nederlands) | Status                              | Korte landsnaam (oorspronkelijke taal/talen) |
| ---------------------------- | ----------------------------------- | --- |
| Fernando Poo                 | Kolonie                             | Spaans: Fernando Pó |
| Maguindanao                  | Protectoraat: Sultanaat Maguindanao | Arabisch: سلطنة ماجينداناو Filipijns en Iranun: Magindanao Maguindanao: Kasultanan nu Magindanaw / كاسولتانن نو ماڬينداناو Maleis: کسلطانن ماڬيندناو Spaans: Maguindánao |
| Río Muni                     | Protectoraat                        | Spaans: Río Muni |
| Spaans-Oost-Indië            | Kolonie                             | Spaans: Indias Orientales Españolas |
| Spaans-West-Indië            | Kolonie                             | Spaans: Español West Indies |
| Sulu                         | Protectoraat: Sultanaat Sulu        | Arabisch: سولو Maleis: Sulu / سولو Spaans: Joló Tausug: Kasultanan sin Sūg / كاسولتانن سين سوڬ                                                                           |

### Transvaalse niet-onafhankelijke gebieden
| Korte landsnaam (Nederlands) | Status       | Korte landsnaam (oorspronkelijke taal/talen) |
| ---------------------------- | ------------ | -------------------------------------------- |
| Swaziland                    | Protectoraat | Swaziland                                    |